# 比格克里克鎮區 (堪薩斯州拉塞爾縣)
比格克里克鎮區（英語：Big Creek Township）是位於美國堪薩斯州拉塞爾縣的一個行政鎮區。

## 地方資料
比格克里克鎮區的面積為186.10平方千米，當中陸地面積為186.05平方千米，而水域面積為0.05平方千米。根據2010年美國人口普查的數據，當地共有人口479人，而人口密度為每平方千米2.57人。

## 外部連結
- US-Counties.com
- City-Data.com （页面存档备份，存于）